# Lê Văn Lợi (thẩm phán)
Lê Văn Lợi (sinh năm 1959) là thẩm phán cao cấp người Việt Nam. Ông từng giữ chức vụ Chánh án Tòa án nhân dân tỉnh Long An (2010-2019). Ông là Đảng viên Đảng Cộng sản Việt Nam.

## Tiểu sử
Lê Văn Lợi sinh năm 1959, quê quán ở xã Bình Đức, huyện Bến Lức, tỉnh Long An.
Lê Văn Lợi có bằng Thạc sĩ Luật.
Lê Văn Lợi giữ chức Chánh án Tòa án nhân dân tỉnh Long An 9 năm cho đến khi ông về hưu vào năm 2019.
Từ năm 2012 đến năm 2018, Lê Văn Lợi là Tỉnh ủy viên, Bí thư Ban cán sự Đảng Cộng sản Việt Nam, Chánh án TAND tỉnh Long An.
Tháng 5 năm 2019, Lê Văn Lợi nghỉ hưu.